# Euprepius von Verona
Euprepius, auch Euprepus, (italienisch Sant’ Euprepio di Verona) war der legendären Überlieferung nach der erste Bischof von Verona.
Der Name des Euprepius taucht im Martyrologium Romanum und im 9. Jahrhundert im so genannten Pippinlied auf, das eine Liste der ersten acht Bischöfe Veronas von Euprepius bis Zenon enthält. Während Zenon, der im 4. Jahrhundert lebte, als historische Person gilt, kann die historische Existenz seiner angeblichen Vorgänger nicht nachgewiesen werden. Der Legende nach soll Euprepius von Petrus eingesetzt worden sein. Im Jahr 1492 sollen in der Kirche San Procolo in Verona die Gebeine des Euprepius aufgefunden worden sein. Sie wurden 1806 während der napoleonischen Epoche in die benachbarte Basilika San Zeno Maggiore gebracht und werden seitdem in der Krypta von San Zeno Maggiore aufbewahrt.
Gedenktag des Heiligen ist der 21. August.